# Лукас Мазур
Лукас Мазур (Салбрис, 18. новембар 1997) је француски парабадминтониста који се такмичи на међународним такмичењима. Био је освајач златне медаље у мушком синглу SL4 на Летњим параолимпијским играма 2020. и 2024. године. Три пута је освајао златне медаље на Светским првенствима, освојивши титулу 2017, 2019. и 2022. године.

## Биографија

### Поријекло
Лукас Симон Енцо Мазур је рођен 18. новембра 1997. године у Сен Жан де Бреју, у француском департману Лоаре.

### Приватност
Са три године је доживео мождани удар, што је довело до деформације скочног зглоба. Почео је да игра бадминтон када је имао 12 година.

## Спортска каријера
Након што је играо фудбал и рагби, пронашао је своју нишу у парабадминтону, у категорији SL4 (играчи са инвалидитетом доњих екстремитета који играју стојећи).
У децембру 2016. године проглашен је за Међународног парабадминтонског играча године 2016. на церемонији одржаној у Дубаију, уз финале Суперсерије. 2017. године освојио је светску титулу на Светском првенству у Улсану, Јужна Кореја. 2021. године, на Параолимпијским играма у Токију, освојио је златну медаљу у синглу и сребрну медаљу у мјешовитом дублу са Фостин Ноел.
На Параолимпијским играма 2024. у Паризу, одбранио је титулу у синглу SL4 стојећи, а освојио је и бронзану медаљу у мјешовитом дублу са Фостин Ноел.,

## Спортска постигнућа

### Параолимпијске игре
Мушкарци појединачно SL4
| Година | Мјесто одржавања такмичења                       | Противник                | Бодови              | Резултат |
| ------ | ------------------------------------------------ | ------------------------ | ------------------- | -------- |
| 2020.  | Национална спортска дворана Јојоги, Токио, Јапан | Сухас Лалинакере Јатирај | 15–21, 21–17, 21–15 | Злато    |
| 2024.  | Адидас Арена, Париз, Француска                   | Сухас Лалинакере Јатирај | 21–9, 21–13         | Злато    |

Мјешовити парови SL3–SU5
| Година | Мјесто одржавања такмичења                       | Партнер     | Противници                      | Бодови       | Резултат |
| ------ | ------------------------------------------------ | ----------- | ------------------------------- | ------------ | -------- |
| 2020.  | Национална спортска дворана Јојоги, Токио, Јапан | Фостин Ноел | Хари Сусанто Леани Ратри Октила | 21–23, 17–21 | Сребро   |
| 2024.  | Адидас Арена, Париз, Француска                   | Фостин Ноел | Сирипонг Темаром Нипада Сенсупа | 21–14, 21–16 | Бронза   |

### Свјетски шампионати
Мушкарци појединачно SL4
| Година | Мјесто одржавања такмичења                            | Противници               | Бодови              | Резултат |
| ------ | ----------------------------------------------------- | ------------------------ | ------------------- | -------- |
| 2015.  | Стадион Стоук Мандевил, Стоук Мандевил, Енглеска      | Тарун Дилон              | 21–18, 10–21, 15–21 | Сребро   |
| 2017.  | Спортска дворана Донгчун, Улсан, Јужна Корела         | Тарун Дилон              | 21–18, 21–10        | Злато    |
| 2019.  | Санкт Јакобсхале, Базел, Швајцарска                   | Тарун Дилон              | 13–14r              | Злато    |
| 2022.  | Национална спортска дворана Јојоги, Токио, Јапан      | Фреди Сетиаван           | 21–12, 21–17        | Злато    |
| 2024.  | Изложбена и конгресна дворана Патаје, Патаја, Тајланд | Сухас Лалинакере Јатирај | 16–21, 19–21        | Бронза   |

Мјешовити парови SL3–SU5
| Година | Мјесто одржавања такмичења                       | Партнер     | Противници                      | Бодови       | Резултат |
| ------ | ------------------------------------------------ | ----------- | ------------------------------- | ------------ | -------- |
| 2022.  | Национална спортска дворана Јојоги, Токио, Јапан | Фостин Ноел | Сирипонг Темаром Нипада Сенсупа | 19–21, 19–21 | Бронза   |

### Европска првенства у параспорту
Мушкарци појединачно SL4
| Година | Мјесто одржавања такмичења         | Противници  | Бодови     | Резултат |
| ------ | ---------------------------------- | ----------- | ---------- | -------- |
| 2023.  | Ротердам Ахој, Ротердам, Холандија | Фостин Ноел | 21–6, 21–6 | Злато    |

Мушки парови SU5
| Година | Мјесто одржавања такмичења         | Партнер     | Противници                 | Бодови       | Резултат |
| ------ | ---------------------------------- | ----------- | -------------------------- | ------------ | -------- |
| 2023.  | Ротердам Ахој, Ротердам, Холандија | Мерил Локет | Бартломиеј Мруз Џек Вилсон | 21–17, 21–15 | Злато    |

Мјешовити парови SL3–SU5
| Година | Мјесто одржавања такмичења         | Партнер     | Противници                     | Бодови       | Резултат |
| ------ | ---------------------------------- | ----------- | ------------------------------ | ------------ | -------- |
| 2023   | Ротердам Ахој, Ротердам, Холандија | Фостин Ноел | Рикард Нилсон Хеле Софие Сагеј | 21–14, 21–14 | Злато    |

### Европски шампионати
Мушкарци појединачно SL4
| Година | Мјесто одржавања такмичења                    | Противници     | Бодови       | Резултат |
| ------ | --------------------------------------------- | -------------- | ------------ | -------- |
| 2014.  | Центар високих перформанси, Мурсија, Шпанија  | Ентони Форстер | 21–14, 21–18 | Злато    |
| 2016.  | Спортска дворана де Хамел, Бек, Холандија     | Рикард Нилсон  | 21–14, 21–6  | Злато    |
| 2018.  | Спортска дворана Амфитеатер, Родез, Француска | Рикард Нилсон  | 21–7, 21–9   | Злато    |

Мушки парови SL3–SU5
| Година | Мјесто одржавања такмичења                    | Партнер      | Противници                      | Бодови              | Резултат |
| ------ | --------------------------------------------- | ------------ | ------------------------------- | ------------------- | -------- |
| 2014.  | Центар високих перформанси, Мурсија, Шпанија  | Џефри Бизери | Данијел Ли Колин Лесли          | 16–21, 21–15, 15–21 | Сребро   |
| 2016.  | Спортска дворана де Хамел, Бек, Холандија     | Метју Томас  | Марсел Адам Симон Круз Мондехар | 21–13, 21–10        | Злато    |
| 2018.  | Спортска дворана Амфитеатер, Родез, Француска | Мерил Локет  | Бартломиеј Мруз Илкер Тучу      | 19–21, 23–25        | Бронза   |

Мјешовити парови SL3–SU5
| Година | Мјесто одржавања такмичења                    | Партнер     | Противници                     | Бодови       | Резултат |
| ------ | --------------------------------------------- | ----------- | ------------------------------ | ------------ | -------- |
| 2016.  | Спортска дворана де Хамел, Бек, Холандија     | Фостин Ноел | Џефри Бизери Катрине Розенгрен | 21–7, 21–14  | Злато    |
| 2018.  | Спортска дворана Амфитеатер, Родез, Француска | Фостин Ноел | Марсел Адам Катрин Зајберт     | 21–19, 21–10 | Злато    |

### Свјетски круг БВФ за пара-бадминтон (10 титула, 2 другопласирани)
Турнири Свјетског круга БВФ за пара-бадминтон – Оцјена 2, Ниво 1, 2 и 3 санкционисани су од стране Свјетске бадминтонске федерације од 2022. године
Мушкарци појединачно SL4
| Година | Мјесто одржавања такмичења            | Противници | Бодови                   | Резултат     |           |
| ------ | ------------------------------------- | ---------- | ------------------------ | ------------ | --------- |
| 2022.  | Спаниш Пара-бадминтон Интернашонал    | Ниво 1     | Тарун Дилон              | 21–7, 21–9   | Побједник |
| 2022.  | 4 Нашонс Пара-бадминтон Интернашонал  | Ниво 1     | Марсел Адам              | 21–4, 21–10  | Побједник |
| 2023.  | Спаниш Пара-бадминтон Интернашонал    | Ниво 1     | Фреди Сетиаван           | 24–22, 21–12 | Побједник |
| 2023.  | Бразил Пара-бадминтон Интернашонал    | Ниво 2     | Тарун Дилон              | 21–7, 21–13  | Побједник |
| 2023.  | Канада Пара-бадминтон Интернашонал    | Ниво 1     | Тарун Дилон              | 21–9, 21–13  | Побједник |
| 2023.  | 4 Нашионс Пара-бадминтон Интернашонал | Ниво 1     | Фреди Сетиаван           | 21–12, 23–21 | Побједник |
| 2024   | Спаниш Пара-бадминтон Интернашонал I  | Ниво 1     | Сухас Лалинекере Јатирај | 21–18, 21–6  | Побједник |
| 2024   | 4 Нашионс Пара-бадминтон Интернашонал | Ниво 1     | Сухас Лалинекере Јатирај | 21–7, 21–11  | Побједник |

Мушки парови SU5
| Година | Мјесто одржавања такмичења          | Партнер | Противници  | Бодови                                | Резултат            |                |
| ------ | ----------------------------------- | ------- | ----------- | ------------------------------------- | ------------------- | -------------- |
| 2022.  | Тајланд Пара-бадминтон Интернашонал | Ниво 1  | Мерил Локет | Чеа Лиек Хоу Мохамад Фарис Ахмад Азри | 12–21, 16–21        | Другопласирани |
| 2022.  | Тајланд Пара-бадминтон Интернашонал | Ниво 1  | Мерил Локет | Фанг Ђенју Ру Гију                    | 21–14, 21–16        | Другопласирани |
| 2022.  | Тајланд Пара-бадминтон Интернашонал | Ниво 1  | Мерил Локет | Прича Сомсири Чок-Утајкул Ватчарафон  | 20–22, 21–18, 23–21 | Другопласирани |
| 2022.  | Тајланд Пара-бадминтон Интернашонал | Ниво 1  | Мерил Локет | Ким Гијон Ли Ђенгсу                   | 21–9, 21–6          | Другопласирани |